# مانولو خيمينيز سوريا
مانولو خيمينيز سوريا (بالكتالونية: Manuel "Manolo" Jiménez Soria)‏ هو لاعب كرة قدم أندوري في مركز الوسط، ولد في 12 أغسطس 1976 في أندورا لا فيلا في أندورا. شارك مع منتخب أندورا لكرة القدم. أما مع النوادي، فقد لعب مع سانت جوليا ونادي سانتا كولوما.

## وصلات خارجية
- مانولو خيمينيز سوريا على موقع الاتحاد الدولي (مؤرشف)  (الإنجليزية)
- مانولو خيمينيز سوريا على موقع الاتحاد الأوربي (الإنجليزية)
- مانولو خيمينيز سوريا على موقع قاعدة بيانات كرة القدم.إي يو (الإنجليزية)
- مانولو خيمينيز سوريا على موقع بيانات كرة القدم. دي إي (الألمانية)
- مانولو خيمينيز سوريا على موقع ناشيونال فوتبول تيمز (الإنجليزية)
- مانولو خيمينيز سوريا على موقع Soccerway.com (الإنجليزية)